# ХАШК (футбольний клуб)
ХАШК (абр. від Хорватський Академічний Спортивний Клуб) (хорв. Hrvatski akademski športski klub) — колишній хорватський футбольний клуб із Загреба, що існував у 1903—1945 роках. Виступав у Чемпіонаті Югославії. Домашні матчі приймав на стадіоні «Максимір», місткістю 50 000 глядачів.

## Досягнення
- Чемпіонат Югославії
  - Чемпіон: 1938
- Кубок Югославії
  - Володар: 1923
- Чемпіонат Хорватії і Славонії
  - Чемпіон: 1912—13.